# البطولات الوطنية الأمريكية 1948 (كرة مضرب)
قائمة بالأبطال في 1948 البطولات الوطنية الأمريكية لكرة المضرب (المعروفة الآن باسم أمريكا المفتوحة):

## الكبار

### فردي رجال
بانشو غونزاليس هزم  إيريك و. سترجيس 6-2 6-3 14-12

### فردي سيدات
مارغريت أوسبورن دوبونت هزم  لويس بروه كلاب 4-6, 6-4, 15-13